# Lars Schütze

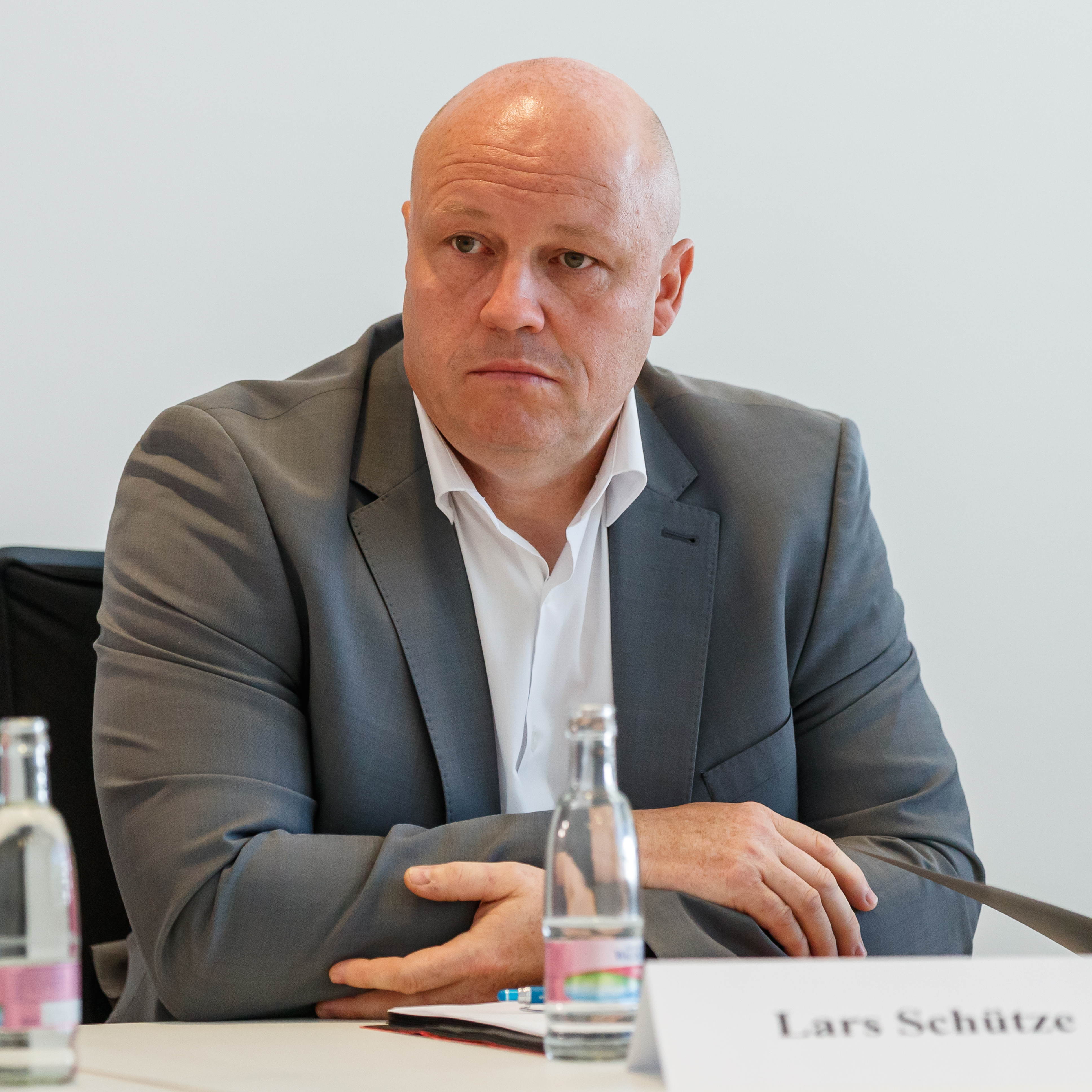
Lars Schütze (2022)

Lars Schütze (* 1974 in Erfurt) ist ein deutscher Politiker (parteilos, zuvor Bürger für Thüringen, AfD).

## Leben
Schütze absolvierte eine Ausbildung zum Polizisten. Er ist seit 1991 bei der Bundespolizei tätig. Am 27. Oktober 2019 gelang Schütze für die AfD der Einzug als Abgeordneter in den Thüringer Landtag als Direktkandidat im Wahlkreis Unstrut-Hainich-Kreis II mit 27,3 Prozent Stimmwähleranteil. Schütze ist verheiratet, hat fünf Kinder und wohnt in Thüringen.
Schütze wurde im Oktober 2021 aus der AfD-Fraktion des Thüringer Landtags ausgeschlossen. Dem Ausschluss war laut Angaben der AfD-Fraktion eine interne Erörterung eines Sachverhalts vorausgegangen, der das „Vertrauensverhältnis“ zwischen Schütze und den anderen Fraktionsmitgliedern berührt habe.
2022 trat er in die Partei Bürger für Thüringen ein, nachdem er eigenen Angaben zufolge zwei Monate vorher die AfD verlassen hatte.
Am 20. Juni 2022 gründete Schütze gemeinsam mit der ehemaligen FDP-Abgeordneten Ute Bergner sowie den beiden ehemaligen AfD-Abgeordneten Tosca Kniese und Birger Gröning die parlamentarische Gruppe Bürger für Thüringen. Zwei Tage darauf wurde der Antrag auf parlamentarische Anerkennung an die Präsidentin des Thüringer Landtags gestellt, welcher im Juli-Plenum vom Parlament angenommen wurde. Im Dezember 2022 trat Schütze aus Partei und Landtagsgruppe der Bürger für Thüringen aus und kam damit einem Parteiausschlussverfahren zuvor.
Für die Landtagswahl in Thüringen 2024 kandidierte Schütze nicht und schied somit im September 2024 aus dem Thüringer Landtag aus.